# Евфрасий (епископ Луго)
Евфрасий (лат. Euphrasius; исп. Eufrasio; VII век) — епископ Луго в последней трети VII века.

## Биография
О епископе Евфрасии известно только из актов синодов, в которых он участвовал. Наиболее раннее свидетельство о нём датируется 9 января 681 года, когда он присутствовал на Двенадцатом Толедском соборе, созванном по повелению короля вестготов Эрвига. Так как в соборных актах подпись Евфрасия стоит предпоследней, предполагается, что он взошёл на епископскую кафедру незадолго до этого синода. Предыдущим известным главой епархии с центром в Луго был Ректогенес, единственный раз упоминавшийся в исторических источниках в 675 году.
Евфрасий также участвовал в Тринадцатом Толедском соборе, созванном 4 ноября 683 года, и в Пятнадцатом Толедском соборе, состоявшемся 11 мая 688 года. Вероятно, вскоре после этого он скончался. Его преемником в сане епископа Луго был Потенций, упоминающийся как участник Шестнадцатого Толедского собора 693 года.